# Мидвил (Џорџија)
Мидвил (Џорџија) (енгл. Midville) град је у америчкој савезној држави Џорџија. По попису становништва из 2010. у њему је живело 269 становника.

## Демографија
Према попису становништва из 2010. у граду је живело 269 становника, што је 188 (41,1%) становника мање него 2000. године.
| Група             | 2000.       | 2010.       |
| Белци             | 141 (30,9%) | 125 (46,5%) |
| Афроамериканци    | 305 (66,7%) | 134 (49,8%) |
| Азијати           | 0 (0,0%)    | 2 (0,7%)    |
| Хиспаноамериканци | 0 (0,0%)    | 5 (1,9%)    |
| Укупно            | 457         | 269         |